# Лилиенкрон, Рохус фон
Рохус Вильгельм Трауготт Генрих Фердинанд фон Лилиенкрон (нем. Rochus von Liliencron; 8 декабря 1820, Плён, земля Шлезвиг-Гольштейн — 5 марта 1912, Кобленц) — немецкий барон, германист, историк литературы, главный редактор 56-томной биографической энциклопедии «Всеобщая немецкая биография». Дипломат.

## Биография
Изучал теологию, затем право и немецкую филологию в университетах Киля и Берлина. В 1848 защитил докторскую диссертацию «Über Neidhardts höfische Dorfpoesie».
До 1847 изучал в Копенгагене северогерманские древности, затем был приват-доцентом в Бонне. В 1852 — экстраординарный профессор немецкого языка и литературы Йенского университета.
С начала 1849 года выполнял дипломатические функции, представляя интересы Шлезвиг-Гольштейна в Берлине.
В 1855 стал придворным библиотекарем эрнестинского герцогства в Саксен-Мейнингене. В 1869 переселился в Мюнхен.
В 1876 был избран прелатом монастыря св. Иоанна в Шлезвиге.
Был действительным членом Академии наук в Геттингене и членом Баварской академии наук.

## Семья
Его племянником был крупнейший немецкий поэт второй половины XIX — начала XX века Детлев фон Лилиенкрон (1844—1909). 

## Творчество и научная деятельность
Автор многих литературно-исторических трудов. Собрал и в 1854 г. издал сборник старинных немецких песен и поговорок («Lieder und Sprüche aus der letzten Zeit des Minnesangs»).
По поручению «Исторической комиссии», учрежденной 1858 в Мюнхене собрал «Historische Volkslieder der Deutschen vom 13.—16. Jahrh». (1865—1869 в 4 томах, с приложением).
Вместе с профессором Вегеле в Вюрцбурге возглавил работы по организации сбора материалов, написанию статей и редактировал фундаментальную немецкую биографическую энциклопедию — Allgemeine Deutsche Biographie, выходившую в 1875—1912 годах. Было опубликовано 56 томов, в которые вошли биографии 26 500 людей, живших на территории Германии, которые умерли до 1900 года. Также вошли биографии живших в Нидерландах до 1648 года.
Подготовил музыкальный раздел для книги Германа Пауля «Основы германской филологии» (1898), участвовал в изданном двухтомнике «Deutsche Nationallitteratur», из которых в одном, под заглавием «Deutsches Leben im Volkslied um 1530» (1885) поместил лучшие немецкие народные песни XVI-го века.

## Избранные произведения
- «Zur Runenlehre» (в соавт., Галле 1852),
- «Ueber die Nibelungenhandschrift С» (Веймар, 1856);
- «C. E. F. Weyse und die dänische Musik seit dem vorigen Jahrh.» (Raumer-Riehl «Histor. Taschenbuch», 5-я серия, 8-й год, 1878);
- «Über den Chorgesang in der evang. Kirche» ("Zeit- und Streitfragen, Тетр. 144, 1881);
- «Deutsches Leben im Volkslied um 1830» (Штутгарт, 1885);
- «Liturgisch-musikalische Geschichte der evangelischen Gottesdienste von 1523—1700» (1893);
- «Über Entstehung der Chormusik innerhalb der Liturgie» («Magdeb. Evang. K.-Ztg.»);
- «Introitus, Graduale, Offertorium, Communio» («Siona», X. 9 до XI. 4);
- «Die Vespergottesdienste in der evangelischen Kirche» (Vierteljahrsschrift für MW., 1894);
- «Die Chorgesänge des lateinischen Schuldramas im 16. Jahrh.» (там же, 1891).

## Источник
Лилиенкрон, Рохус // Энциклопедический словарь Брокгауза и Ефрона : в 86 т. (82 т. и 4 доп.). — СПб., 1890—1907.